# Брюзевиц
Брюзевиц (нем. Brüsewitz) — община в Германии, в земле Мекленбург-Передняя Померания.
Входит в состав района Северо-Западный Мекленбург. Подчиняется управлению Лютцов-Любсторф.  Население составляет 2115 человек (на 31 декабря 2010 года). Занимает площадь 29,88 км².